# Что с тобой происходит?
«Что с тобой происходит?» — советский цветной художественный фильм в жанре драмы (киноповести), снятый в 1975 году на Центральной киностудии детских и юношеских фильмов имени Максима Горького режиссёром Владимиром Сарухановым по сценарию Иосифа Алешковского. Главные роли в нём сыграли Слава Баранов и Оля Пономарёва. Фильм вышел в прокат 26 апреля 1976 года, 25 мая 1976 года был представлен телезрителям в передаче «Кинопанорама». За первый год проката его посмотрели 5,9 млн человек.

## Сюжет
Отзывчивость и доброта шестиклассника Мити Громова часто приводят его к опрометчивым поступкам. Так как одноклассница Нина, которая ему нравится, из-за болезни не может перейти в седьмой класс, Митя решает стать «второгодником» из солидарности. Пытаясь спасти уводимую на бойню старую лошадь, он нарушает закон. Чтобы помочь Ване Зайченко, на которого родители не обращают внимания из-за постоянной занятости, Митя затевает инсценировку его похищения. О Митиных поступках в школе постоянно выпускаются «молнии». В конечном итоге друзья и учителя помогают ему разобраться в том, что он делает. А когда Нина всё же переходит в седьмой класс, счастливый Митя снова начинает хорошо учиться.

## В ролях
- Слава Баранов — Митя Громов
- Оля Пономарёва — Нина Горчакова, одноклассница Мити
- Нина Саруханова — Маришка
- Саша Ефимов — Ваня Зайченко
- Саша Дубровин — Слава Щукин
- Лена Гнускова — Мушкина
- Вася Агапов — Лобов[a]
- Вадим Мадянов — Шарапов
- Галина Орлова — Вера Николаевна
- Борис Зайденберг — Лев Иванович
- Марина Гаврилко — Клара Павловна
- Данута Столярская — Елена Николаевна[5]
- Иван Рыжов — Пал Палыч[6]
- Людмила Карауш — капитан милиции
- Лилиана Алёшникова — мама Нины

В эпизодах:
- Яков Беленький
- Василий Векшин
- И. Виноградова
- Зоя Земнухова
- Л. Калачева
- Маргарита Корабельникова
- Елена Максимова
- Николай Погодин
- Юрий Пузырёв — отец Вани[7]
- Н. Романов
- Н. Смирнов
- Юра Донской
- Наташа Наумова

## Съёмочная группа
| Автор сценария                                           | Иосиф Алешковский        |
| Режиссёр-постановщик                                     | Владимир Саруханов       |
| Оператор-постановщик                                     | Пётр Катаев              |
| Художник-постановщик                                     | Семён Веледницкий        |
| Композитор                                               | Эдуард Хагагортян        |
| Звукооператор                                            | А. Елисеев               |
| Автор песни                                              | Ю. Михайлов              |
| Режиссёр                                                 | В. Переверзева           |
| Оператор                                                 | М. Царькова              |
| Художник по костюмам                                     | О. Кочетова              |
| Художник по гриму                                        | Н. Маркзицер             |
| Монтажёры                                                | Н. Божикова, С. Фроленко |
| Редактор                                                 | В. Кибальникова          |
| Оператор комбинированных съёмок                          | А. Петухов               |
| Художник комбинированных съёмок                          | В. Никитченко            |
| Симфонический оркестр Госкино СССР, дирижёр Э. Хачатурян |                          |
| Директор картины                                         | Вениамин Грачев          |

## Производство и прокат
Широкоэкранный фильм «Что с тобой происходит?» был снят на Центральной киностудии детских и юношеских фильмов им. М. Горького в 1975 году на плёнку шосткинского химкомбината «Свема». Его продолжительность составляет 73 минуты. 26 апреля 1976 года картина вышла в прокат, за первый год её посмотрели 5,9 млн зрителей.

## Оценки
Авторы монографии «Школа и вуз в зеркале советского и российского кинематографа» отнесли «Что с тобой происходит?» к числу фильмов мелодраматического жанра. Они отмечают, что к концу 1970-х годов советский кинематограф повернулся к теме школы, освещая в романтическом ключе внутренние конфликты старшеклассников и подростков, трудности их личной жизни. В фильме «Что с тобой происходит?» заметно иронично-насмешливое отношение к учительнице, прилюдно высмеивающей неудавшиеся школьные сочинения и поставившей на уроке единицу «за демонстрацию отрицательных черт характера». При этом, анализируя ученические работы, она же говорит о высшей ценности служения людям. Эта учительница — представитель нового для советского кино того времени типажа чёрствого и равнодушного школьного педагога, утратившего понимание высокой миссии учителя. Главного героя ленты авторы монографии относят к числу персонажей-подростков, не вписывающихся в стандартные рамки учебного процесса и школьного общения и вступающих поэтому в конфликт.
Ада Бернатоните назвала словесную перепалку из фильма, где Митя доказывает учителю свою любовь к маме, примером отражения в советском детском кино конфликтов детей с учителями и родителями, в которых детям удаётся сохранить своё и чужое достоинство. Она отметила, что просмотр таких фильмов позволяет зрителям, примерив на себя происходящее на экране, найти собственное решение для безвыходного на первый взгляд положения. Бернатоните относит «Что с тобой происходит?» к числу фильмов, сыгравших важную роль в развитии образа учителя в советском кино. По её мнению, школьные педагоги здесь показаны людьми ищущими, часто идущими против системы, а ученики — готовыми на открытый конфликт с учителями, нередко по вине или из-за попустительства самих учителей.
Алексей Смирнов и Ольга Беззубова отмечают, что фильм «Что с тобой происходит?», как и всё советское традиционное «школьное кино» конца 1960-х — начала 1980-х годов, ещё ждёт своего исследователя.